# オリンパス μ-20 DIGITAL
オリンパス μ-20 DIGITAL（オリンパス ミュー20 デジタル）とは、オリンパス光学工業のデジタルスチルカメラ、μシリーズの一機種である。
コンパクトサイズで防水設計になっている。対応メディアはxDピクチャーカード。

## 仕様
- 形式 ： デジタルカメラ
- 記録方式（静止画） ： JPEG（DCF準拠）、Exif 2.2対応、DPOF対応、PRINT Image Matching Ⅱ対応
- 記録方式（動画） ： QuickTime Motion JPEG 準拠
- 記録媒体 ： xDピクチャーカード（16～512MB）
- 有効画素数 ： 400万画素
- 最大画像サイズ ： 2272×1704（px）
- レンズ ： 5.8～17.4mm、
- 測光方式 ： ESP測光、スポット測光
- 防水機能 ： あり
- 電源 ： 専用リチウムイオン電池、ACアダプタ
- コネクター ： DC入力、USB（mini-B）、ビデオ出力
- 外形寸法 ： 99×56×33.5mm
- 本体重量 ： 165g